# Иоанн (Цафтаридис)
Митрополи́т Иоа́нн Цафтари́дис (греч. Μητροπολίτης Ιωάννης Τσαφταρίδης; 16 августа 1969, Ангерикос, остров Закинф, Греция) — епископ Александрийской православной церкви, митрополит Замбийский и Малавский.

## Епископ
Начальное образование получил на острове Закинф. Затем учился в Афинской духовной семинарии, в богословской школе Афинского университета. Был принят в братию Успенского монастыря Пендели.
21 ноября 1993 года в монастыре Иперагафу, подворье Синайского монастыря, был рукоположен во диакона митрополитом Закинфским Пантелеимоном (Безенитисом).
17 декабря того же года был в Церкви святой Ирины в Эолу, Афины, рукоположен во пресвитера митрополитом Додонским Хризостомом (Синетосом).
С 1993 года служил миссионером в клире Александрийской Православной Церкви, окормляя церкви в Зимбабве, Замбии, Египте (Каир) и Южной Африке.
В 1998 году в Замбии был возведён в сан архимандрита Папой и Патриархом Александрийским Петром VII.
В 2001 году окончил богословский факультет Софийского университета.
Организовал и принял участие в ряде конференций, посвящённым различным социальном проблемам (наркотики, СПИД, экология, биоэтика), написал несколько трудов. Написал несколько книг: «Ο Άγιος της Συγνώμης» (Зимбабве, 1995), «Επιστροφή» (Замбия 1997), «Seeking the Zero of Life» (Йоханнесбург, 2003) и «Freely give unto all» (Йоханнесбург, 2009).
В 2010 году получил магистрскую степень на кафедре греческого и латинского языков Йоханнесбургского университета, после чего готовился к докторантуре в том же университете.
7 октября 2010 года решением Священного Синода Александрийского Патриархата по предложению Папы и Патриарха Александрийского Феодора II был избран епископом Мозамбикским.
17 октября того же года в Патриаршем соборе святого Саввы Освященного в Александрии был хиротонисан во епископа Мозамбикского. Хиротонию совершили: Папа и Патриарх Александрийский Феодор II, митрополит Закинфский Хризостом (Синетос) (Элладская Православная Церковь), митрополит Замбийский Иоаким (Контовас), епископ Мареотидский Гавриил (Равтопулос) и епископ Фотикийский Дионисий (Сифнеос) (Элладская Православная Церковь).
20 февраля 2011 года в Архангельском кафедральном соборе в Мапуто, столице Мозамбика, состоялась его интронизация
24 ноября 2015 года решением священного Синода назначен митрополитом Замбийским и Малавийским.
7 февраля 2016 года в греческом православном соборе архангелов Михаила и Гавриила Архангелов в Мапуту состоялась прощальная литургия митрополита Иоанна на своей бывшей кафедре.
21 февраля 2016 года в церкви святого Александра в Лусаке состоялась интронизация митрополита Иоанна, который возглавил митрополит Найробский Макарий (Тиллиридис).
После смерти епископа Хризостома (Карагуниса) 1 мая 2021 года вступил во временно управление Мозамбикской епархией. Управлял ей до её упразднения 15 февраля 2024 года.